# Anna Victoria von Savoyen

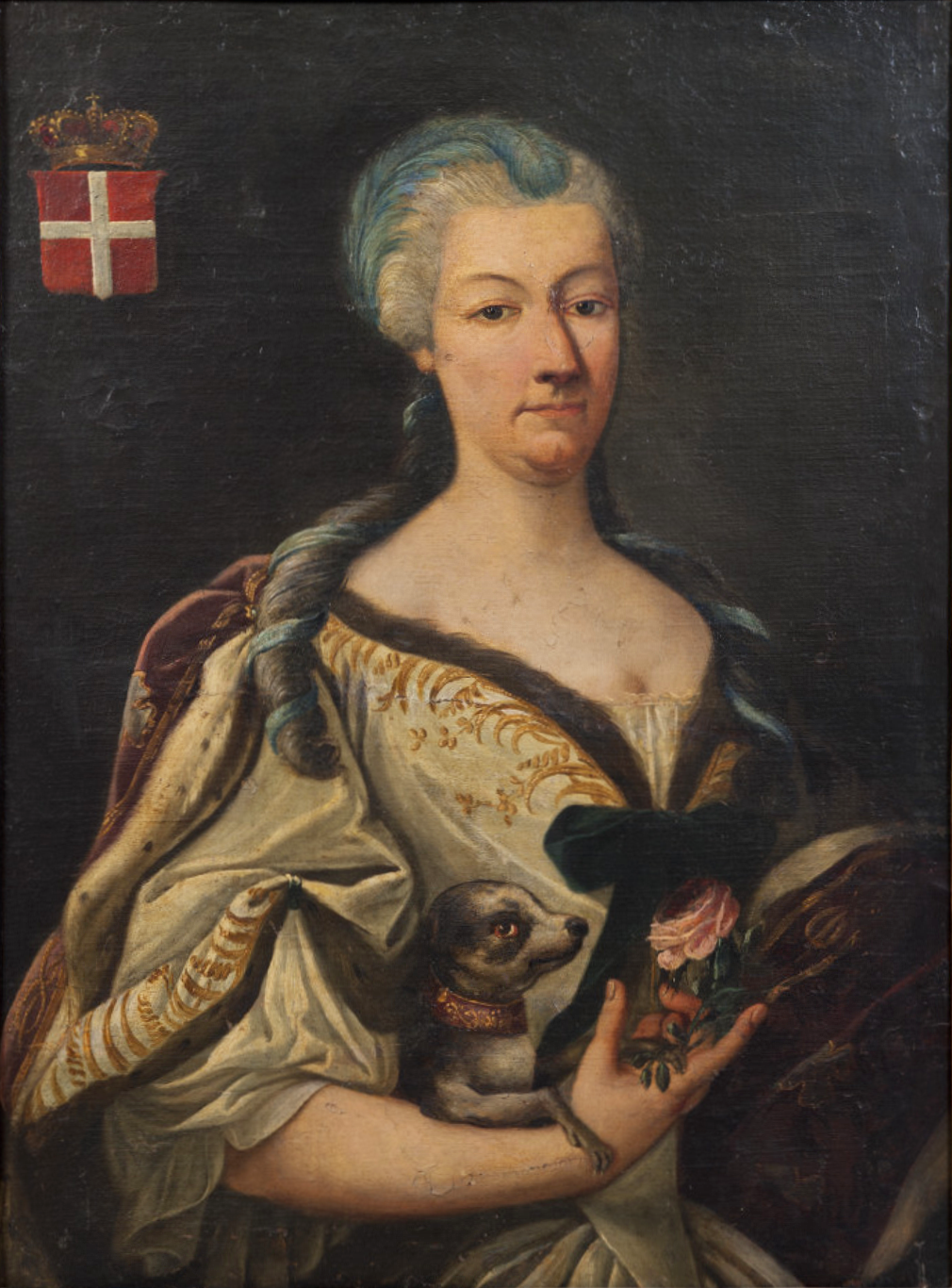
Anna Victoria von Savoyen

Maria Anna Victoria von Savoyen (* 13. September 1683 in Paris; † 11. Oktober 1763 in Turin) war die Nichte und Haupterbin des Prinzen Eugen von Savoyen.
Anna Victoria war eine Tochter von Ludwig Thomas von Savoyen, Graf von Soissons (1657–1702), älterer Bruder des Prinzen Eugen. Er hatte 1680 tief unter seinem Stand geheiratet und war daraufhin enterbt worden. Er fiel gleich zu Beginn des Spanischen Erbfolgekrieges in kaiserlichen Diensten bei Landau in der Pfalz und ließ seine Familie völlig verarmt zurück.
Anna Victoria lebte bis zu einem Alter von 52 Jahren unverheiratet in einem Kloster und sah sich beim Tode ihres Onkels als eine der reichsten Erben Europas. Prinz Eugen hatte, nachdem seine Haupterben (Anna Victorias älterer Bruder und dessen Sohn) gestorben waren, kein neues Testament verfasst und so erbte Anna Victoria ein Vermögen von ungefähr zwei Millionen Gulden, dazu Schlösser, Güter, die berühmte Bibliothek und Gemäldesammlung.
Anna Victoria legte das klösterliche Leben ab und heiratete am 17. April 1738 in Paris den als gutaussehend geltenden, am Wiener Hof in hoher Gunst stehenden und 20 Jahre jüngeren Prinzen Joseph Friedrich von Sachsen-Hildburghausen, der als Morgengabe gleich 300.000 Gulden in bar sowie das Schloss Hof in Niederösterreich erhielt. Joseph Friedrich galt als großer Verschwender und Anna Victoria begann den Nachlass des Prinzen Eugen bald komplett zu versteigern und zu verschleudern. Für die Errichtung eines würdigen Grabmals für ihren Onkel gab Victoria allerdings kein Geld aus. Dieser musste sich in der Kreuzkapelle des Wiener Stephansdoms ein Grabgewölbe mit einem seiner Neffen teilen. Sein Herz setzte man in Turin in der Gruft seiner Ahnen bei.
Kaiserin Maria Theresia erwarb von der Erbin die Bibliothek, einige Schlösser und Güter.
Anna Victorias Ehe verlief kühl, und das Paar ließ sich 1752 scheiden. Elf Jahre später erlag sie in Turin einem Schlaganfall.